# Papurana waliesa
Papurana waliesa é uma espécie de anfíbio gimnofiono da família Ranidae. Está presente na Papua Nova Guiné. A UICN classificou-a como vulnerável.